# 高橋昌太郎
高橋 昌太郎 (たかはし しょうたろう、1907年 - 1977年）は、日本の政治家で元稲城町長である。

## 概要
彼は稲城の議員を経験した後、1963年に稲城町選挙で、森一郎の後を継ぎ、町長に就任する。彼が町長の時、 現在の市章となる町章を制定する。
1971年、彼は稲城が市政執行する少し前に、町長を退任した。
1977年死去。70歳。